# Melanocera pujoli
Melanocera pujoli är en fjärilsart som beskrevs av Lemaire och Pierre Claude Rougeot 1974. Melanocera pujoli ingår i släktet Melanocera och familjen påfågelsspinnare. Inga underarter finns listade i Catalogue of Life.